# Frederick Marshman Bailey

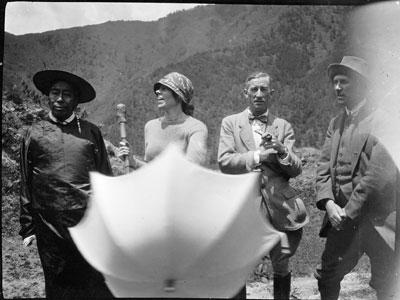
Miru Gyalwa, mw. Bailey, burgemeester Vance en kolonel Bailey, 16 augustus 1927

Frederick Marshman Bailey (Lahore, 3 februari 1882 - Stiffkey, 17 april 1967) was een Brits luitenant-kolonel inlichtingen en een van de laatste protagonisten uit The Great Game, de strijd om de overmacht in de Himalaya tussen de Russen en de Britten.
Door zijn werk kreeg hij de kans zijn vlinderverzameling uit te breiden en te jagen in de Tibetaanse regio. Meer dan 2000 van zijn vogelexemplaren werden tentoongesteld in The Natural History Museum, hoewel zijn persoonlijke collectie wordt bewaard in het American Museum of Natural History in New York.

## Loopbaan
Frederick Bailey studeerde aan de Koninklijke Militaire Academie Sandhurst en tijdens een missie in Sikkim leerde hij Tibetaans. Hierom werd hij door Francis Younghusband gevraagd mee te gaan met de Britse Veldtocht in Tibet van 1903-1904. Later reisde hij door verschillende gebieden in Tibet en China. Voor de ontdekkingen tijdens zijn reizen ontving hij later een medaille van de Royal Geographical Society.
Bailey diende aan het Westelijk front tijdens de Eerste Wereldoorlog, waarbij hij in zijn arm werd geschoten. Toen hij de Indische Expeditietroepen diende sprak hij als een van de weinigen aan het front Urdu. Toen zijn wond verergerde, ging hij terug naar Engeland. Hij keerde terug tijdens de Slag om Gallipoli en raakte hier opnieuw gewond.
Nadat hij hoorde over een grote waterval, liet Bailey zich overplaatsen van het Brits-Indische Leger naar het Politieke Departement om een aanstelling te krijgen aan de Tibetaanse grens. In 1911-1912 maakte hij een ongeoorloofde reis naar de bergkloof van Yarlung Tsangpo met kapitein Henry Morshead van de Survey of India, waarbij hij een nieuwe plantsoort ontdekte. Hij regelde paspoorten voor Frank Kingdon-Ward en Lord Cawdor in 1924 toen hij politiek ambtenaar was in Gangtok (Sikkim), die daarmee Tibet binnentrokken. Bailey schreef hierover in zijn boek Riddles of the Tsangpo Gorges.